# Michelwitz
Michelwitz ist ein Ortsteil der Stadt Groitzsch im Landkreis Leipzig (Freistaat Sachsen). Der Ort wurde 1973 nach Auligk eingemeindet und kam mit diesem im Jahr 1996 zur Stadt Groitzsch.

## Geografie
Michelwitz liegt in der Leipziger Tieflandsbucht sechs Kilometer südlich von Groitzsch. Drei Kilometer südlich des Orts befindet sich das Dreiländereck zwischen Sachsen, Thüringen und Sachsen-Anhalt, an dessen Standort sich seit 2007 ein Dreiherrenstein befindet.
Nachbarorte sind die ebenfalls zum sächsischen Groitzsch gehörigen Ortsteile Pautzsch im Westen, Methewitz im Norden und Maltitz im Südosten. Östlich von Michelwitz befindet sich der Groitzscher See, der nach Stilllegung des Tagebaus Groitzscher Dreieck entstand.

## Geschichte

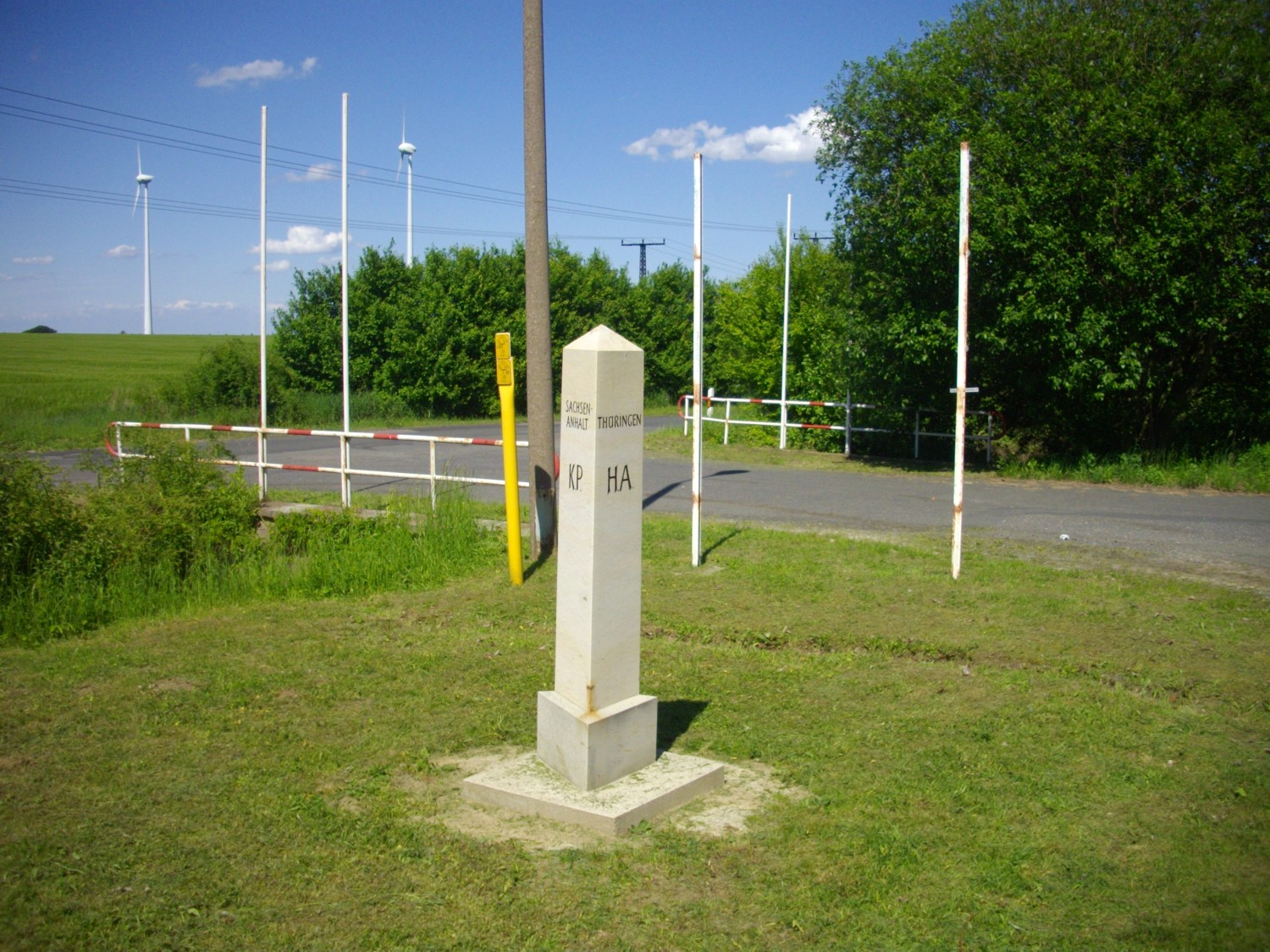
Dreiherrenstein am Dreiländereck Sachsen/Sachsen-Anhalt/Thüringen bei Maltitz

Michelwitz wurde im Jahr 1324 als „Michilquuiz“, um 1378 als „Michelwicz“ erwähnt. Der Ort lag zu dieser Zeit im Gebiet der Grafschaft Groitzsch (castrum Groitzsch), die 1460 mit dem Geleitsamt Pegau zum Amt Pegau vereinigt wurde. Seitdem lag Michelwitz bis 1856 im kursächsischen bzw. königlich-sächsischen Amt Pegau. Die Gerichtsbarkeit über Michelwitz lag beim Rittergut Löbnitz. Ab 1856 gehörte der Ort zum Gerichtsamt Pegau und ab 1875 zur Amtshauptmannschaft Borna.
Am 1. Oktober 1948 erfolgte die Eingemeindung der Nachbarorte Pautzsch, Maltitz und Zschagast nach Michelwitz. 1952 kam die Gemeinde Michelwitz mit ihren drei Ortsteilen zum Kreis Borna im Bezirk Leipzig. Die Eingemeindung von Michelwitz nach Auligk erfolgte am 1. Juli 1973. Der östlich von Michelwitz gelegene Ortsteil Zschagast musste 1981 dem Tagebau Groitzscher Dreieck (1974–1991) weichen.
Als Ortsteil von Auligk wurde Michelwitz im Jahr 1990 dem sächsischen Landkreis Borna und 1994 dem Landkreis Leipziger Land zugeordnet. Durch die am 1. Januar 1996 erfolgte Eingemeindung von Auligk nach Groitzsch wurde Michelwitz ein Ortsteil der Stadt Groitzsch.

### Eingemeindungen
| Ehemalige Gemeinde | Datum           | Anmerkung                                                                                  |
| ------------------ | --------------- | ------------------------------------------------------------------------------------------ |
| Maltitz            | 1. Oktober 1948 | Eingemeindung nach Michelwitz                                                              |
| Michelwitz         | 1. Juli 1973    | Eingemeindung nach Auligk, mit diesem am 1. Januar 1996 zu Groitzsch                       |
| Pautzsch           | 1. Oktober 1948 | Eingemeindung nach Michelwitz                                                              |
| Zschagast          | 1. Oktober 1948 | Eingemeindung nach Michelwitz, 1981 durch Braunkohlentagebau Groitzscher Dreieck beseitigt |

## Sehenswürdigkeiten
Kirche Michelwitz

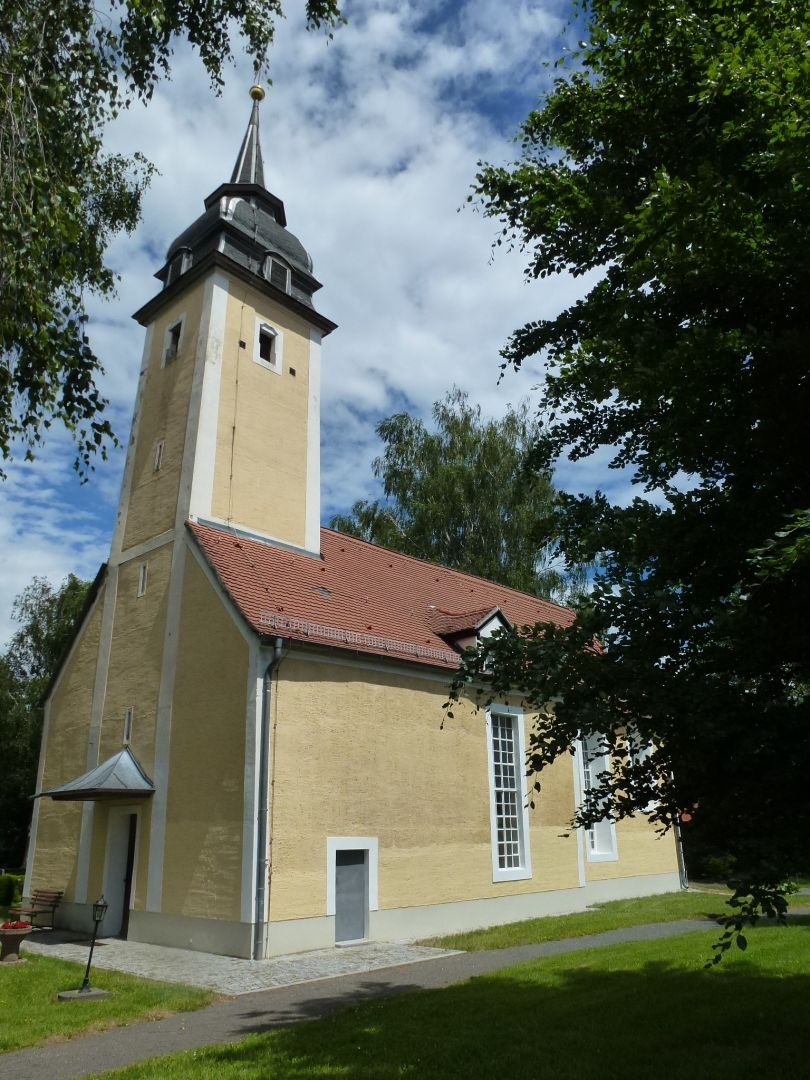
Kirche in Michelwitz

Von der ursprünglichen romanischen Kapelle, die um das Jahr 1200 entstanden ist, existieren heute noch die Turmunterbauten. Die Michelwitzer Kirche erhielt im Jahr 1250 einen dreiseitig geschlossenen Chor aus Zeitzer Sandstein. In der Kirche sind drei Schnitzfiguren aus dem Jahr 1512 zu sehen. 1599 erhielt die Kirche einen Kanzelaltar aus der Kirche von Gatzen. Der heutige Turmkopf stammt aus dem 18. Jahrhundert. Er wurde 1985 erneuert. 1927 erhielt die Kirche eine neue Orgel.
Dreiherrenstein
In der Nähe des südlich von Michelwitz gelegenen Maltitz, das 1948 nach Michelwitz eingemeindet wurde, befindet sich das Dreiländereck Sachsen, Thüringen und Sachsen-Anhalt auf dem Gelände des ehemaligen Glaswerks Maltitz.

## Persönlichkeiten
- Hellmut Schmalz (1924–1998), Pflanzenzüchter und Hochschullehrer